# 구르반굴리 베르디무하메도프
구르반굴리 먈릭굴리예비치 베르디무하메도프(투르크멘어: Gurbanguly Mälikgulyýewiç Berdimuhamedow, 러시아어: Гурбангулы Мяликгулыевич Бердымухамедов, 문화어: 구르반굴릐 베르듸무하메도브, 1957년 6월 29일~)는 투르크메니스탄의 정치인, 음악가, 치과의사이다. 사파르무라트 니야조프 정권 당시 부총리였으며, 니야조프 대통령 사망 이후 대통령 대행을 거쳐 투르크메니스탄의 제2대 대통령, 투르크메니스탄 민주당 의장이 되었다.

## 생애

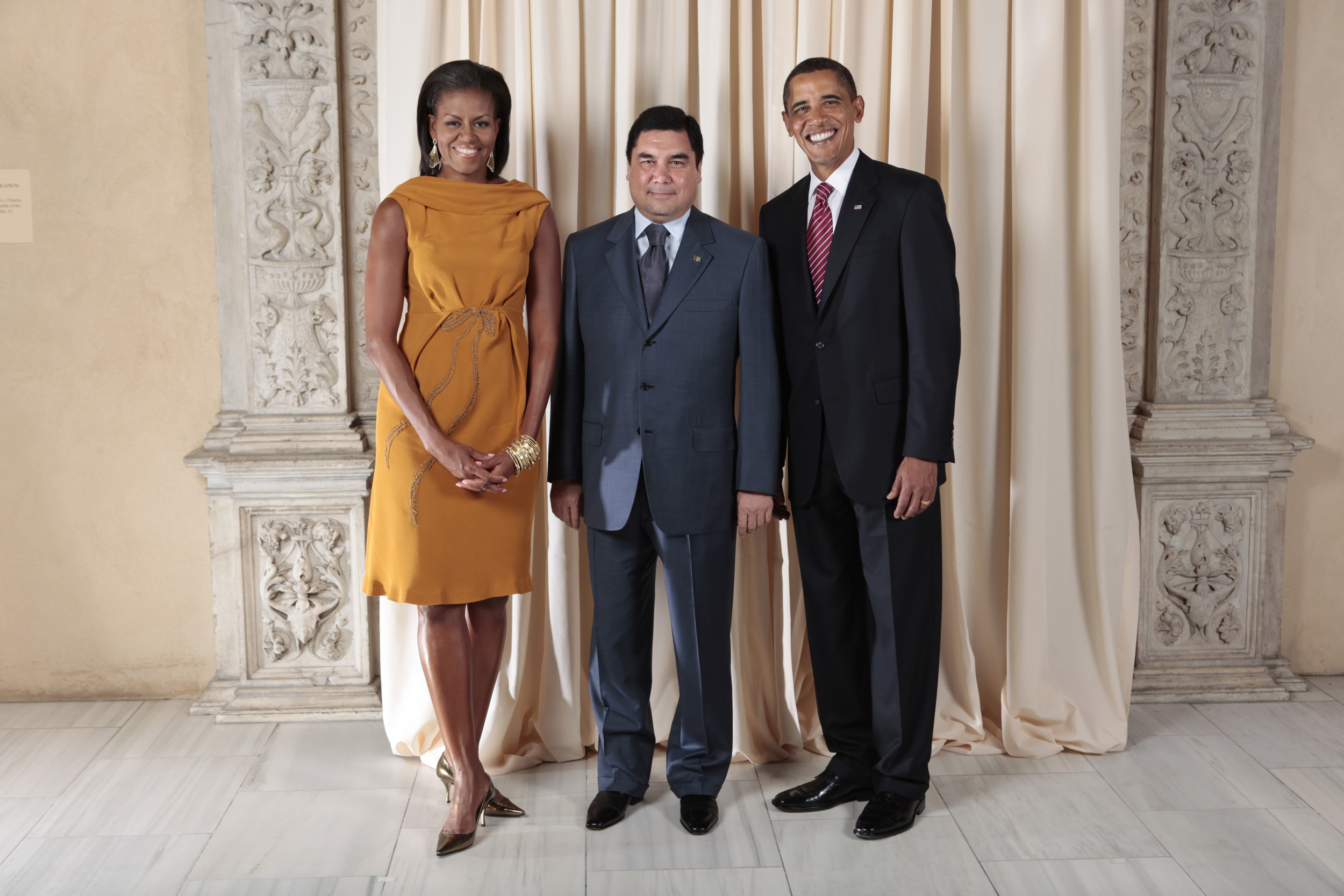
버락 오바마 대통령 내외와 함께

1957년 6월 29일에 투르크멘 소비에트 사회주의 공화국 바바라브에서 태어났다. 1979년에 투르크멘 국립 의과대학에서 공부하였고, 모스크바로 유학해 치과의사로 일했다. 1995년 보건의료산업자원부 장관, 1997년 보건부 장관에 임명된 후 부총리를 역임하였다.

하산 로하니 대통령과 함께

2006년 12월 21일 사파르무라트 니야조프 대통령의 서거로 대통령 권한대행직을 수행하였고 2007년 2월 대통령 선거에서 89% 득표율로 2대 대통령으로 당선되었다. 그리고 2012년 대통령 선거에 97%의 압도적인 득표율로 재선에 성공하였다. 그러나 인권탄압이나 독재로 많은 비판을 받았고, 주민들의 돈을 걷으면서 자신의 황금동상을 건립해 우상화를 추진했으며 자신의 일대기를 학생들한테 의무교육하였다. 경마 대회에 참가했다가 자신이 경기 도중 말에서 떨어지자, 대통령의 체면이 구겨진다는 이유로 보도 통제를 하고 사진을 찍은 사람들의 휴대폰도 다 검열했다가 영상이 유출되면서 망신을 당한 사건도 있었다.

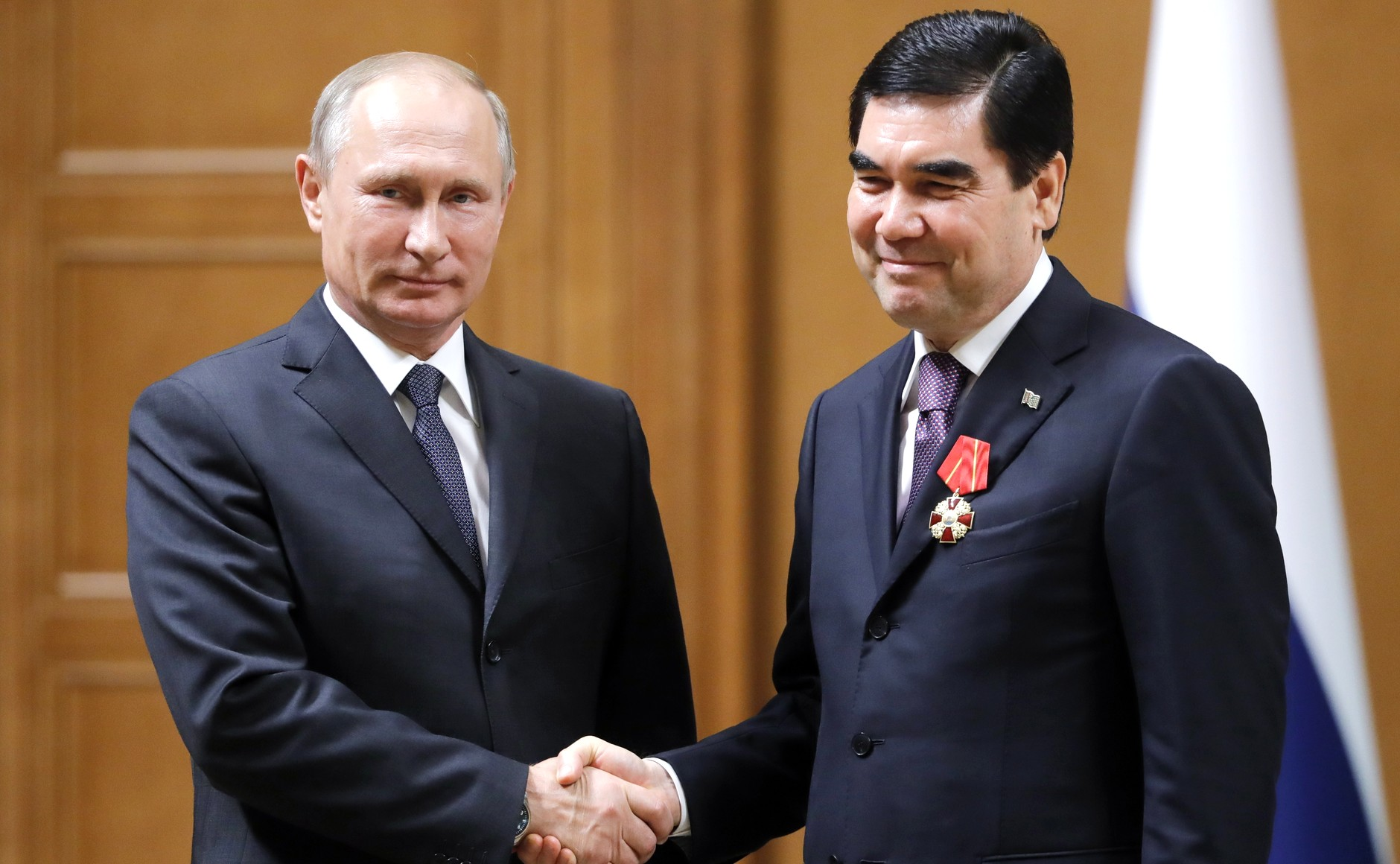
블라디미르 푸틴 대통령과 만나는 모습 (2017년)

깨끗한 도시 이미지를 만들기 위해 모든 건물들을 흰색으로 칠하도록 규제하고 검은색 자동차 수입을 규제했다. 그 이유가 흰색이 행운을 상징한다는 베르디무하메도프 개인의 믿음으로, 실제로 베르디무하메도프가 공식행사에 흰색차량을 타고 나오자 고위 공무원들이 업무차량을 흰색으로 바꾸기 시작했으며, 교통경찰들은 검은색 차량에 고의로 각종 벌금을 매기는 것으로 알려졌다. 이러한 황당한 정책으로 전임 대통령인 니야조프와 다를 게 없는 모습을 보이고 있다는 평을 받는다.
2017년 2월 12일 투르크메니스탄 대선에서 베르디무하메도프가 98% 득표율로 3선에 성공했다. 또한 헌법 개정으로 대통령 중임 제한 폐지와 함께 대통령 임기가 5년에서 7년으로 연장이 되어, 사실상 종신 집권으로의 길을 트게 되었다.
2021년 4월 14일 투르크메니스탄 상원인 인민이사회 초대 의장으로 선출되었다.
2021년 4월 18일 자신의 아버지가 뇌일혈로 향년 89세를 일기로 사망하면서 투르크메니스탄 전국 남성들에게 머리를 단정히 면도하고, 투르크메니스탄 전통 두개골 모자를 쓰고 강제로 40일간 애도하라고 명령을 내렸다. 위반 시에는 직장에서 해고될 뿐만 아니라 경찰과 검찰 및 국가보안부에게 체포당할 수도 있다.
2022년 2월 12일, 돌연 새로운 세대에게 권력을 넘길 때가 됐다며 대통령직을 정식으로 사의를 표명했다. 차기 대통령선거는 3월 12일에 치러진다고 투르크메니스탄 중앙선거관리위원회가 밝혔다.
2022년 3월 19일 베르디무하메도프 대통령은 집권 15년만에 대통령직에서 퇴임했고, 그 이후부터는 투르크메니스탄의 입법부인 국민평의회(Milli Geňeş)의 상원에 해당하는 인민이사회(Halk Maslahaty) 의장직만 수행하고 있다.

## 역대 선거 결과
| 선거명      | 직책명                  | 대수 | 정당                  | 득표율 | 득표수      | 결과 | 당락 |
| ----------- | ----------------------- | ---- | --------------------- | ------ | ----------- | ---- | ---- |
| 2007년 선거 | 투르크메니스탄의 대통령 | 2대  | 투르크메니스탄 민주당 | 89.23% | 2,357,120표 | 1위  |      |
| 2012년 선거 | 투르크메니스탄의 대통령 | 2대  | 투르크메니스탄 민주당 | 97.14% | 2,806,265표 | 1위  |      |
| 2017년 선거 | 투르크메니스탄의 대통령 | 2대  | 투르크메니스탄 민주당 | 97.69% | 3,090,610표 | 1위  |      |